# ワイドニュース日本海
『ワイドニュース日本海』（ワイドニュースにほんかい）は、1980年3月31日から1988年4月1日まで日本海テレビで放送された夕方のニュース番組である（山陰準広域圏ローカル）。
この番組以降、同局夕方のニュース番組には「日本海」が冠に使われており、同局の「ニュース日本海シリーズ」の第1弾となった。

## 放送時間
- 月曜 - 金曜 18:00 - 18:30（1980年3月31日 - 1987年10月2日）
- 月曜 - 金曜 18:00 - 19:00（1987年10月5日 - 1988年4月1日）

## オープニング
タイトルはブルーバックに赤字で、最初に「NEWS」が縦書きに書かれ、それぞれに「NKT EVENING WIDE SPECIAL」とサブタイトルが出た後、反転して「ワイドニュース（改行）日本海」と表示。その後、協賛社の提供クレジット（アナウンス無し）をバックに鳥取県・島根県の地図が映し出された。

## 出演者
一時期、宮田と福田が週の前半・後半と司会担当日を分担していたことがあった。
- 宮田公爾（初代メインキャスター）
- 福田仁志（2代目メインキャスター）
- 坂江詩織（初代女性サブキャスター）
- 尾崎真美（2代目女性サブキャスター）ほか